# هوكايدو
محافظة هوكّايْدو (باليابانية: 北海道) هي إحدى المحافظات في أقصى شمالي اليابان، تقع على جزيرة هوكايدو ثاني أكبر جزر اليابان. عدد سكانها: 5,702,131 نسمة، ومساحتها: 83,452.47 كم²، عاصمة المحافظة سابورو، ومن المدن المهمة الأخرى هاكوداته.

## جغرافيا
تعتبر هوكايدو الجزيرة الشمالية اليابانية منطقة جديدة مفتوحة بالكامل منذ 140 سنة. تكون فيها درجة الحرارة منخفضة ومناخها قاسي حيث تصل درجة الحرارة في الشتاء إلى الصفر تقريبا، إلا أن تلك البيئة القاسية تركت الكثير من المناطق غير مطورة، مما يسمح للسائح الإحساس بالتحرر من الضغوط النفسية في المنطقة المفتوحة الفريدة في هوكايدو. تربة الجزيرة الخصبة تنتج مواد غذائية متنوعة.
من مدن هوكايدو الرئيسية:
- سابورو التي تتسم بحركة مرور مزدحمة كما تعتبر المركز الرئيسي السياسي والاقتصادي والثقافي.
- أوتارو وهاكوداته ويوجد بها موانئ وتعمل كمراكز أساسية للرائدين.
- توكاتشي وتعتبر أكبر منطقة لإنتاج الألبان والحبوب.
- فورانو وهي مشهورة بمنظرها الساحر الجميل كقربها من سلسلة جبال دايسيتسوزان والتي تقع بالقرب من مركز هوكايدو.
- كوشيرو وهي مشهورة بالأهوار ومحاطة بالبحيرات.
- أباشيري وتطل على بحر أوخوتسك.

## معالم سياحية
- حديقة شيريتوكو الوطنية
- بحيرة كوشارو

## توأمة
تملك هوكايدو علاقات مع محافظات ودول والعديد من الكيانات الأخرى من جميع أنحاء العالم.
- ألبرتا،  كندا، منذ 1980[3][4]
- هيلونغجيانغ،  الصين، منذ 1980[3]
- ماساتشوستس،  الولايات المتحدة، منذ 1988[3][5]
- ساخالين أوبلاست،  روسيا، منذ 1998[3]
- بوسان،  كوريا الجنوبية، منذ 2005
- غيونغسانغ الجنوبية،  كوريا الجنوبية، منذ 2006
- سول،  كوريا الجنوبية، منذ 2010[6]

في يناير من العام 2014 أصبح في هوكايدو 74 بلدية لديها اتفاقيات توأمة مع 114 مدينة في 21 دولة مختلفة حول العالم.

## أعلام
- شيجميتسو سودو
- يوسوكي مينوجوتشي
- أريسا ماتسوبارا
- ماريا أوزاوا
- سموكي ناجاتا
- ستيوارت كاري ويلش
- مانامي ناكانو

## وصلات خارجية
- الموقع الرسمي لمحافظة هوكايدو